# Aristida australis
Aristida australis är en gräsart som beskrevs av Bryan Kenneth Simon. Aristida australis ingår i släktet Aristida och familjen gräs. Inga underarter finns listade i Catalogue of Life.